# Alexis Gizaro Muvuni
Alexis Gisaro Muvunyi est un homme politique de la république démocratique du Congo. Il est ministre d’État des Infrastructures et des Travaux publics au sein du gouvernement Lukonde,.